# Wimitz
Die Wimitz oder der Wimitzbach ist ein linker Seitenbach der Glan in Mittelkärnten. 
Der Name leitet sich vom slowenischen V(u)novica ab, was Äußerer Fluss bedeutet und ursprünglich wohl nur die Äußere Wimitz bezeichnete. Alternative Etymologien sehen einen Zusammenhang mit dem slawischen Wort *vońa für „Geruch“.
Die Wimitz entspringt dem Goggausee (775 m) in der Gemeinde Steuerberg (Bezirk Feldkirchen). Sie durchfließt ein fast unbesiedeltes Tal in den Wimitzer Bergen. Im Stadtgebiet von St. Veit mündet sie in die Glan. Der Großteil des Wimitztales gehört jedoch zur Gemeinde Frauenstein.
Die Wimitz ist ein Mittelgebirgsbach mit einem nivo-pluvialen Abflussregime mit einem Maximum im April/Mai. Das Einzugsgebiet beträgt 131,2 km². Aufgrund der ausgeprägten Retentionsräume kommt es zu keinen ausgeprägten Hochwässern. Der ökomorphologische Zustand des Flusses kann mit Ausnahme des Unterlaufs als natürlich angesehen werden, die Gewässergüte kann im Oberlauf mit Klasse I (kaum verunreinigt), im Unterlauf mit I-II (kaum bis mäßig verunreinigt) angegeben werden.
Die Wimitz ist ein fast vollständig naturbelassener Flusslauf. Durch den mäandrierenden Fluss bilden sich natürliche Au- und Bruchwälder mit dominierenden Grauerlen und Moorwiesen mit der Sumpf-Drachenwurz (Calla pallustris).
Am Oberlauf, der Inneren Wimitz, kommt sporadisch der Fischotter vor. Unter den Fischen kommt neben der dominierenden Bachforelle noch die Koppe vor. Der Oberlauf wurde zum Naturschutzgebiet Innere Wimitz erklärt (LGBl. Nr. 5/1989).
Die Umgebung des Goggausees ist durch die Goggausee Landesstraße (L80) erschlossen und die Äußere Wimitz durch die Wimitzer Straße (L67). Durch die innere Wimitz führt nur eine schmale Gemeindestraße. Es herrschen Streusiedlungen und Einzelgehöfte vor.

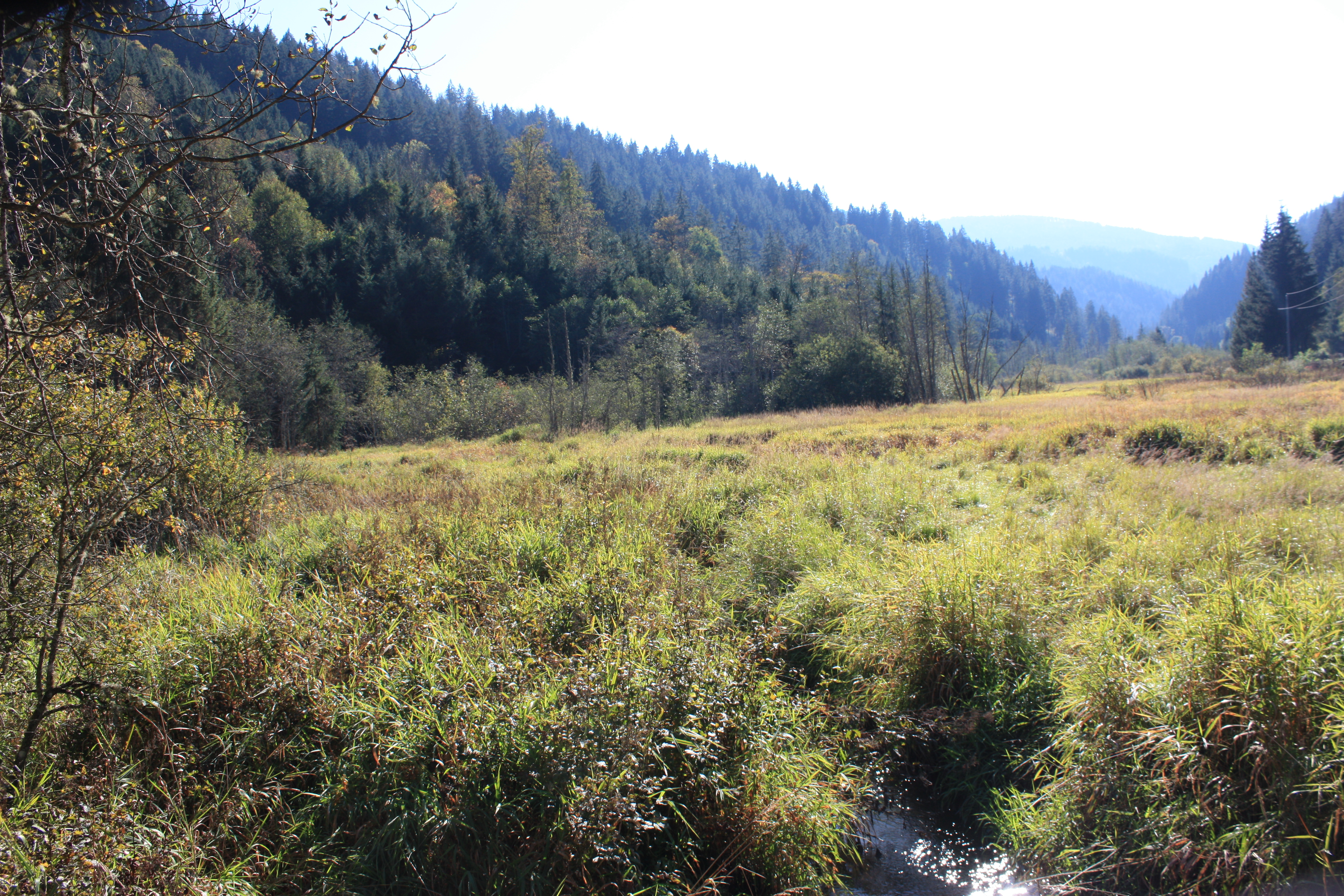
Innere Wimitz
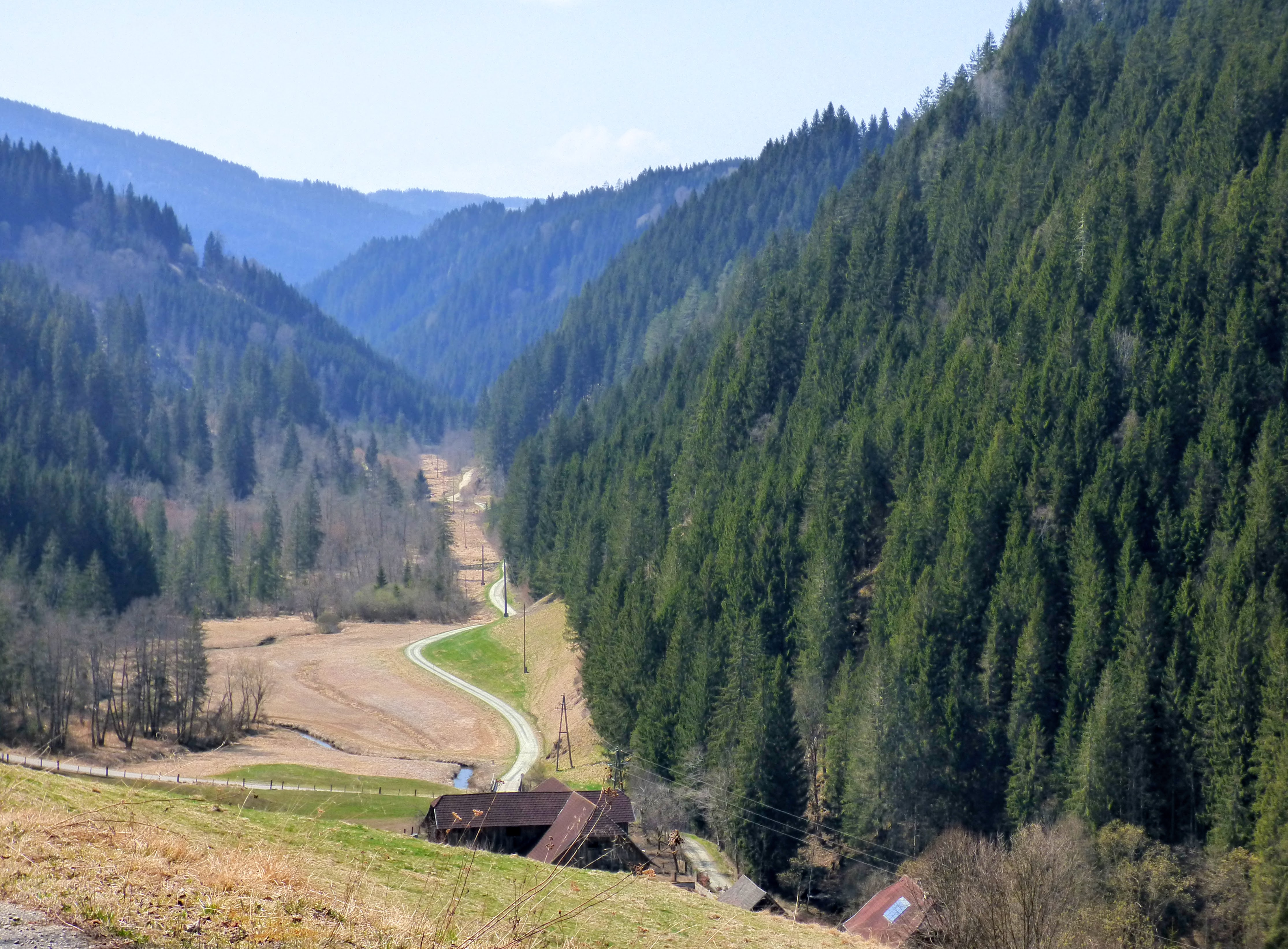
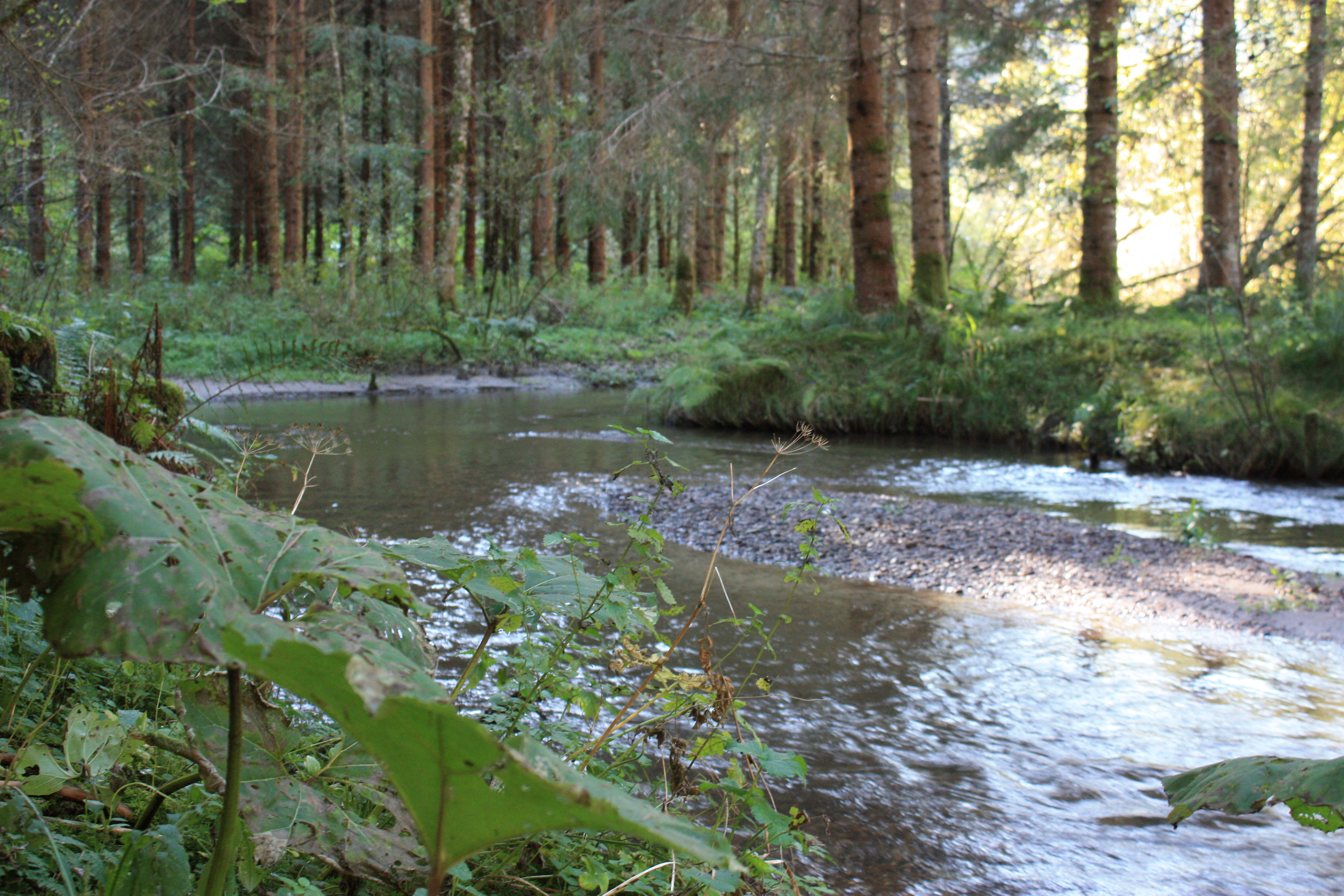

## Trivia
Der Autor und spätere Serienmörder Jack Unterweger verbrachte einen Teil seiner Kindheit bei seinem Großvater im Wimitztal.